# Wola (Basses-Carpates)
Pour les articles homonymes, voir Wola.
Wola est une localité polonaise de la gmina de Wielkie Oczy, située dans le powiat de Lubaczów en voïvodie des Basses-Carpates.